# Rectiostoma flinti
Espèce
Synonymes
Setiostoma flinti Duckworth, 1971
Rectiostoma flinti est une espèce de lépidoptères de la famille des Depressariidae. Elle a été décrite par W. Donald Duckworth en 1971. On la trouve au Mexique.